# Landkreis Friesland
 Ikke at forveksle med Kreis Nordfriesland.
Friesland er en Landkreis i den nordvestlige del af den tyske delstat Niedersachsen.
Mod vest grænser den til Landkreis Wittmund; mod nord ligger  vadehavskysten og Nordsøen. Mod øst løber floden Jade som løber ud i bunden af  bugten Jadebusen, og derimellem grænser den til den kreisfri by Wilhelmshaven. Mod syd ligger landkreisene Wesermarsch, Ammerland og Leer. Til området hører også de Østfriesiske øer Wangerooge og øst for denne Minsener Oog.
Landkreis Friesland ligger i det traditionelle leveområde for Friserne i Øst-Frisland, halvøen mellem Ems og Jadebusen
De fremherskende landskabstyper er marsk, gest og mose. 

## Byer og kommuner
Kreisen havde 98460  indbyggere pr.  2018-12-31

| 1. Bockhorn (8821) 2. Jever, administrationsby (14301) 3. Sande (8835) 4. Schortens, by (20329) 5. Varel, by (24001) 6. Wangerland [adm: Hohenkirchen] (9190) 7. Wangerooge (1263) 8. Zetel (11720) |